# Caterpillar 963D WH
A Caterpillar  963 é uma Pá-carregadeira de esteiras (lagartas)  de porte médio fabricada e comercializada  pela empresa americana Caterpillar Inc.
A máquina vem cabinada de série e conta com ar condicionado e  assento com suspensão a ar.